# 丁绣峰
丁绣峰（1965年3月—），河北平乡人。中国共产党党员，中央党校在职研究生学历。曾任中共内蒙古自治区党委常委、包头市委书记。现任內蒙古自治區人民代表大會常務委員會副主任。

## 简历
丁绣峰获得河北师范大学法学硕士学位。1981年9月参加工作，1984年8月加入中国共产党。曾在省委接待办、防范办任职，后历任衡水市副市长、市委统战部长、政法委书记、滨湖新区党工委书记；中共沧州市委常委、渤海新区党工委书记兼管委会主任，中共沧州市委副书记等职务；2015年5月任中共唐山市委副书记，6月任副市长、代市长，9月任唐山市市长。2018年2月24日，当选为第十三届全国人大代表。
2020年10月，任河北省人民政府黨組成員。同年11月27日，任河北省人民政府副省长。
2021年8月，任中共内蒙古自治区党委常委、秘书长。同年12月，任自治区党委政法委书记。
2022年9月，不再担任中共内蒙古自治区党委政法委书记职务，改任中共包头市委书记。
2025年1月17日，當選第十四屆內蒙古自治區人民代表大會常務委員會副主任。7月，卸任中共包头市委书记。